# Joan Armatrading
Joan Anita Barbara Armatrading (Basseterre, 9 de diciembre de 1950) es una cantautora y guitarrista británica de origen sancristobaleño.

## Carrera
Ha sido nominada en tres ocasiones al premio Grammy, además de tener dos nominaciones en los Brit Awards. En una carrera de más de cuarenta años, Armatrading ha grabado 18 álbumes de estudio, además de una gran cantidad de discos en directo y recopilaciones de éxitos. Destacan de su repertorio las canciones Love and Affection y Down to Zero de 1976, y The Weakness In Me, de 1981, que lograron gran repercusión especialmente en el Reino Unido. Prestó su voz para la canción "Don’t Lose Your Head" de Queen, perteneciente a su álbum A Kind of Magic (1986).

## Discografía

### Discos de estudio
| Año  | Álbum                          | Reino Unido | Estados Unidos |
| ---- | ------------------------------ | ----------- | -------------- |
| 1972 | Whatever's for Us              | -           | -              |
| 1975 | Back to the Night              | -           | -              |
| 1976 | Joan Armatrading               | 12          | 67             |
| 1977 | Show Some Emotion              | 6           | 52             |
| 1978 | To the Limit                   | 13          | 125            |
| 1979 | Stepping out                   | -           | -              |
| 1980 | Me Myself I                    | 5           | 28             |
| 1981 | Walk under Ladders             | 6           | 88             |
| 1983 | The Key                        | 10          | 32             |
| 1985 | Secret Secrets                 | 14          | 73             |
| 1986 | Sleight of Hand                | 34          | 70             |
| 1988 | The Shouting Stage             | 28          | 100            |
| 1990 | Hearts and Flowers             | 29          | 161            |
| 1992 | Square the Circle              | 34          | -              |
| 1995 | What's Inside                  | -           | -              |
| 2003 | Lovers Speak                   | -           | -              |
| 2004 | Live: All the Way from America | -           | -              |
| 2007 | Into The Blues                 | 125         | -              |
| 2010 | This Charming Life             | 135         | -              |
| 2011 | Live at Royal Albert Hall      | -           | -              |
| 2012 | Starlight                      | 139         | -              |